# Geosesarma lawrencei
Geosesarma lawrencei is een krabbensoort uit de familie van de Sesarmidae. De wetenschappelijke naam van de soort is voor het eerst geldig gepubliceerd in 2007 door Manuel-Santos & Yeo.